# Polyplax expressa
Polyplax expressa är en insektsart som beskrevs av Johnson 1964. Polyplax expressa ingår i släktet Polyplax och familjen ledlöss. Inga underarter finns listade i Catalogue of Life.